# Frota da Estrada de Ferro Araraquara
A Frota da Estrada de Ferro Araraquara nessa lista abaixo apresenta as locomotivas que pertenceram a Estrada de Ferro Araraquara.

## Parque de tração daEstrada de Ferro Araraquara

### Locomotivas diesel-elétricas
| Modelo   | Fabricante | Tração          | Númeração Original | Númeração Fepasa | Rodagem | Ano De Produção | Total | Potência | Tipo De Serviço | Bitola   | Imagem |
| -------- | ---------- | --------------- | ------------------ | ---------------- | ------- | --------------- | ----- | -------- | --------------- | -------- | ------ |
| EMD GP9  | EMD        | Diesel-Elétrica | 1001-1005          | 7001-7005        | B+B     | 1957            | 5     | 1.750 hp | Misto           | 1,600 mm |        |
| EMD GP18 | EMD        | Diesel-Elétrica | 1006-1017          | 7006-7017        | B+B     | 1960            | 12    | 1.800 hp | Misto           | 1,600 mm |        |

### Locomotivas a vapor

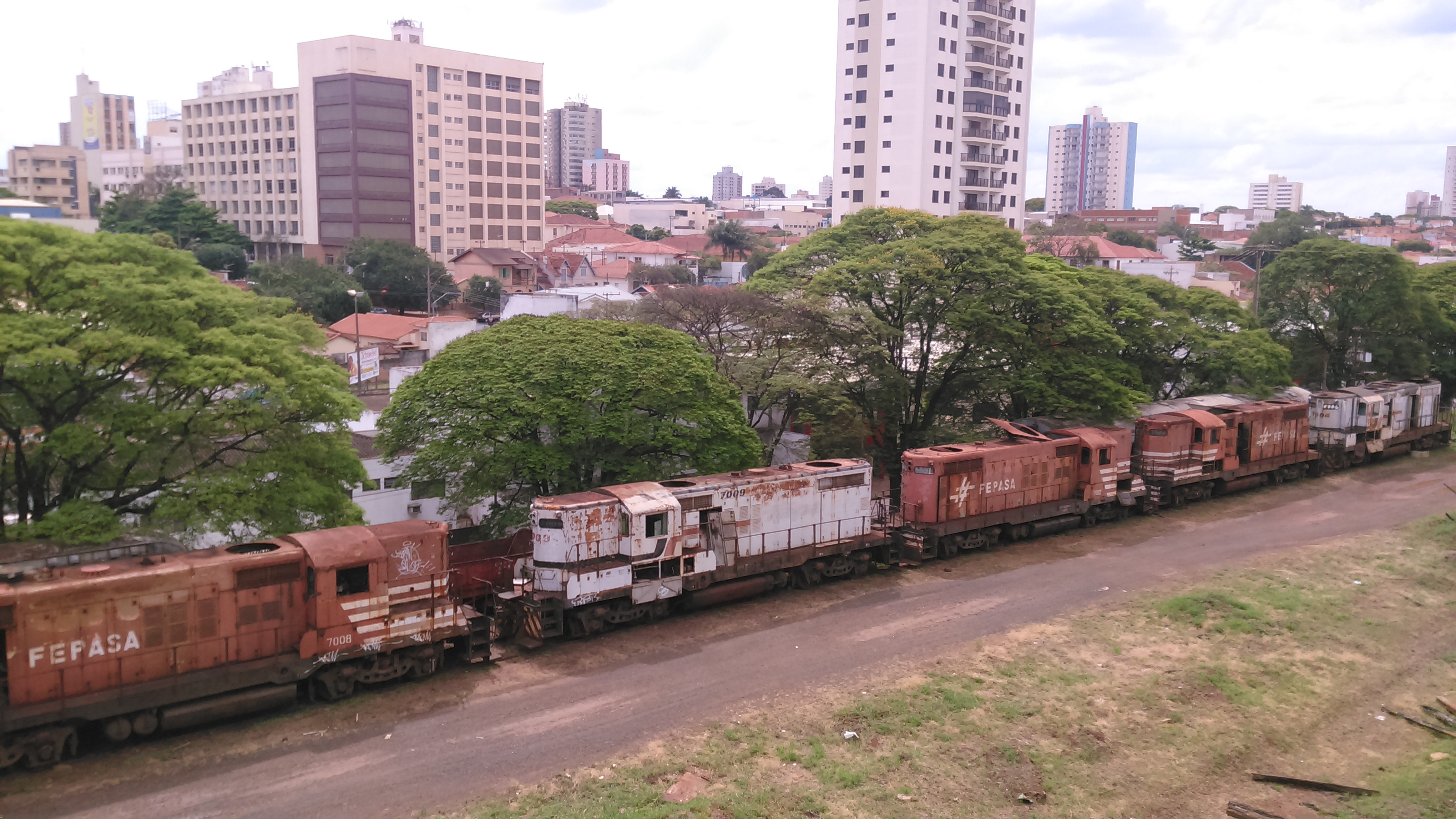
Locomotivas abandonadas da extinta Fepasa

| Modelo | Fabricante   | Numeração-Série | Pressão da caldeira | Total        | Imagem | Notas                                | Bitola   |
| ------ | ------------ | --------------- | ------------------- | ------------ | ------ | ------------------------------------ | -------- |
| 4-4-0  | Desconhecido | 2               | 160 psi             | Desconhecido |        |                                      | 1,000 mm |
| 4-8-0  |              | 4               | 170 psi             |              |        |                                      | 1,000 mm |
| 4-6-0  |              | 103             | 200 psi             |              |        |                                      | 1,000 mm |
|        |              | 107             | 180 psi             |              |        |                                      | 1,000 mm |
| 4-6-2  |              | 140             | 200 psi             |              |        |                                      | 1,600 mm |
|        |              | 201             | 185 psi             |              |        |                                      | 1,000 mm |
|        |              | 205             | 180 psi             |              |        |                                      | 1,000 mm |
| 4-6-0  |              | 270             | 175 psi             |              |        |                                      | 1,600 mm |
| 2-8-2  |              | 304             | 200 psi             |              |        |                                      | 1,000 mm |
|        |              | 313             |                     |              |        |                                      | 1,000 mm |
| 4-6-2  |              | 346             | 180 psi             |              |        |                                      | 1,600 mm |
| 4-10-2 |              | 401             | 250 psi             |              |        |                                      | 1,000 mm |
| 2-10-2 |              | 901             | 210 psi             |              |        | Presumidamente total de uma unidade. | 1,000 mm |
|        |              | 902             | 200 psi             |              |        |                                      | 1,000 mm |